# 三菱地所設計
株式会社三菱地所設計（みつびしじしょせっけい、英: Mitsubishi Jisho Design Inc.）は日本の組織系建築設計事務所。三菱地所の完全子会社。本店は東京都千代田区丸の内。1890年（明治23年）三菱社が設置した、丸ノ内建築所をルーツとする。その後、三菱地所の設計監理部門となり、インハウスの建築設計事務所として長く活動した後、今日の組織に至る。

## 概要
1893年（明治26年）12月に、三菱合資会社が設立され、三菱合資会社建築課となる。1894年（明治27年）丸の内最初の事務所建築である「第1号館」が完成（2009年に「三菱一号館」としてレプリカ再建）。
1906年（明治39年）同社に設置された地所用度課が、1937年（昭和12年）三菱地所となり、1937年（昭和12年）、建築課の業務を地所が承継し、同社の設計監理部門となる。戦後は建築士法に基づく建築士事務所として登録。1999年（平成11年）にはISO9001認証取得した。2000年（平成12年）設計監理事業本部を経て、2001年6月に分社独立した。2010年、韓美パーソンズとの業務提携を発表。

## 沿革
- 2001年（平成13年）三菱地所設計設立。三菱地所から設計監理事業本部を分社し設計業開始
- 2002年（平成14年）ISO14001認証取得

## 設計した主な建造物
- 広尾ガーデンヒルズ
- 横浜みなとみらい21・25街区開発構想
- 横浜ランドマークタワー

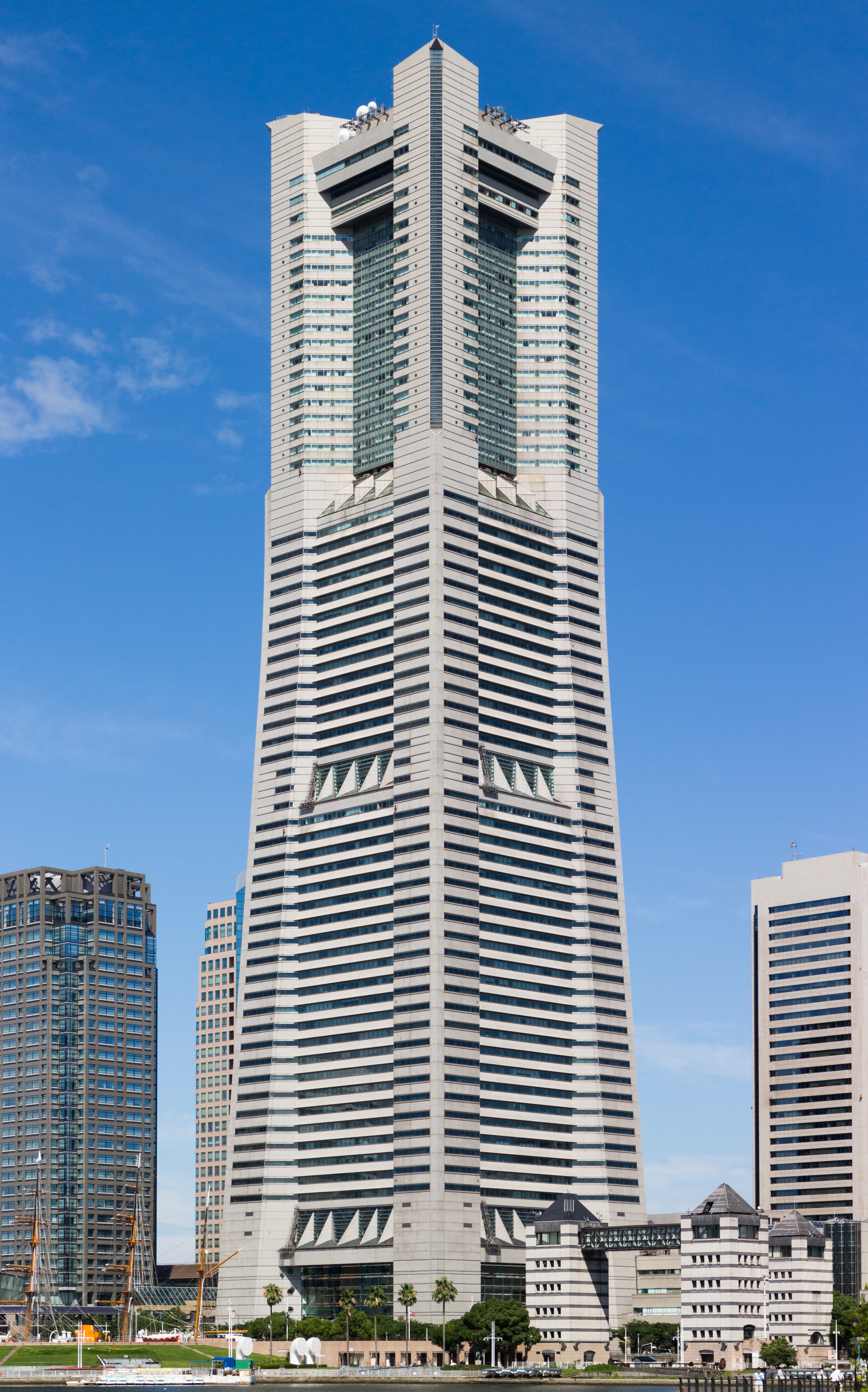
横浜ランドマークタワー

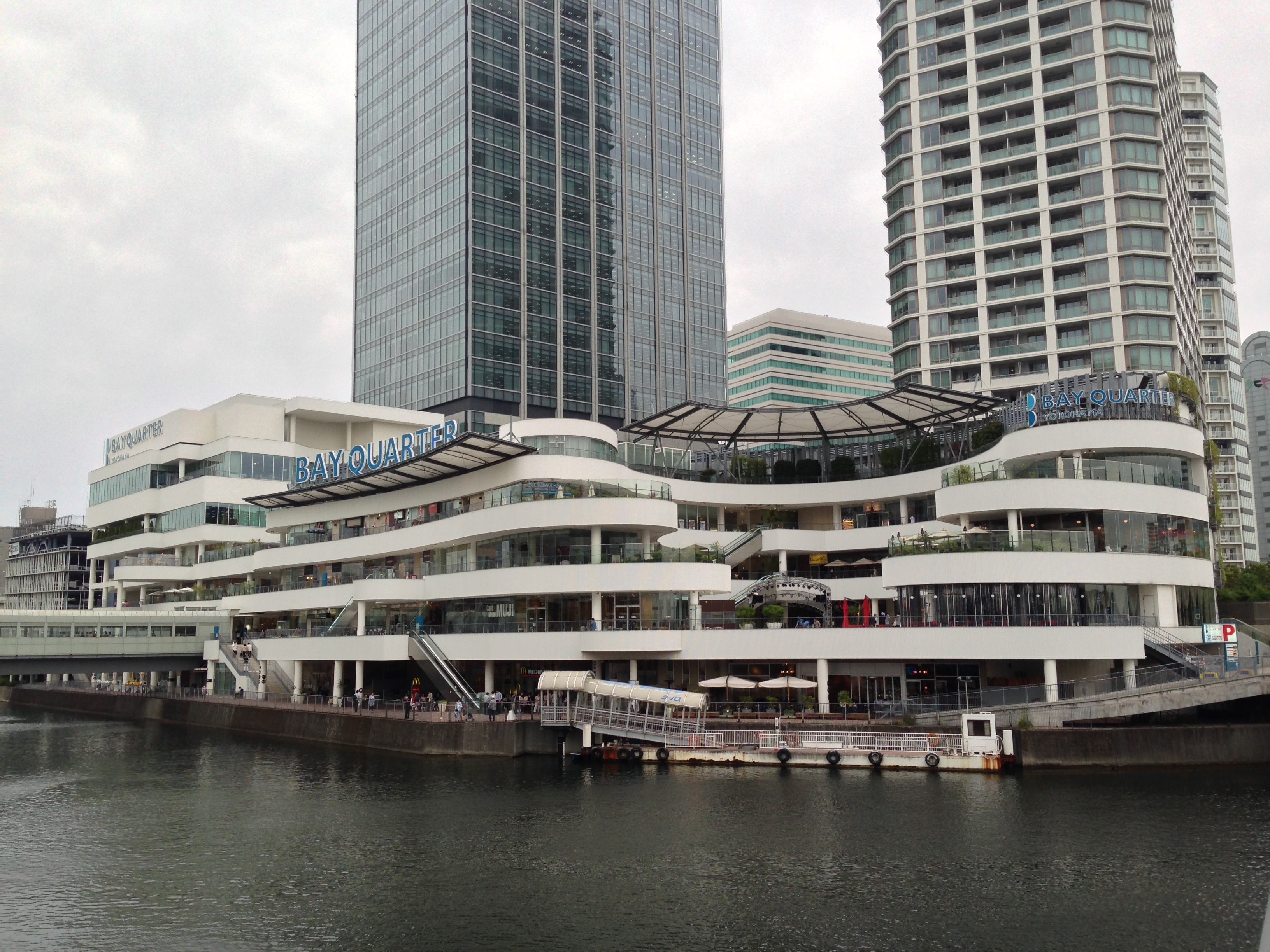
横浜ベイクォーター

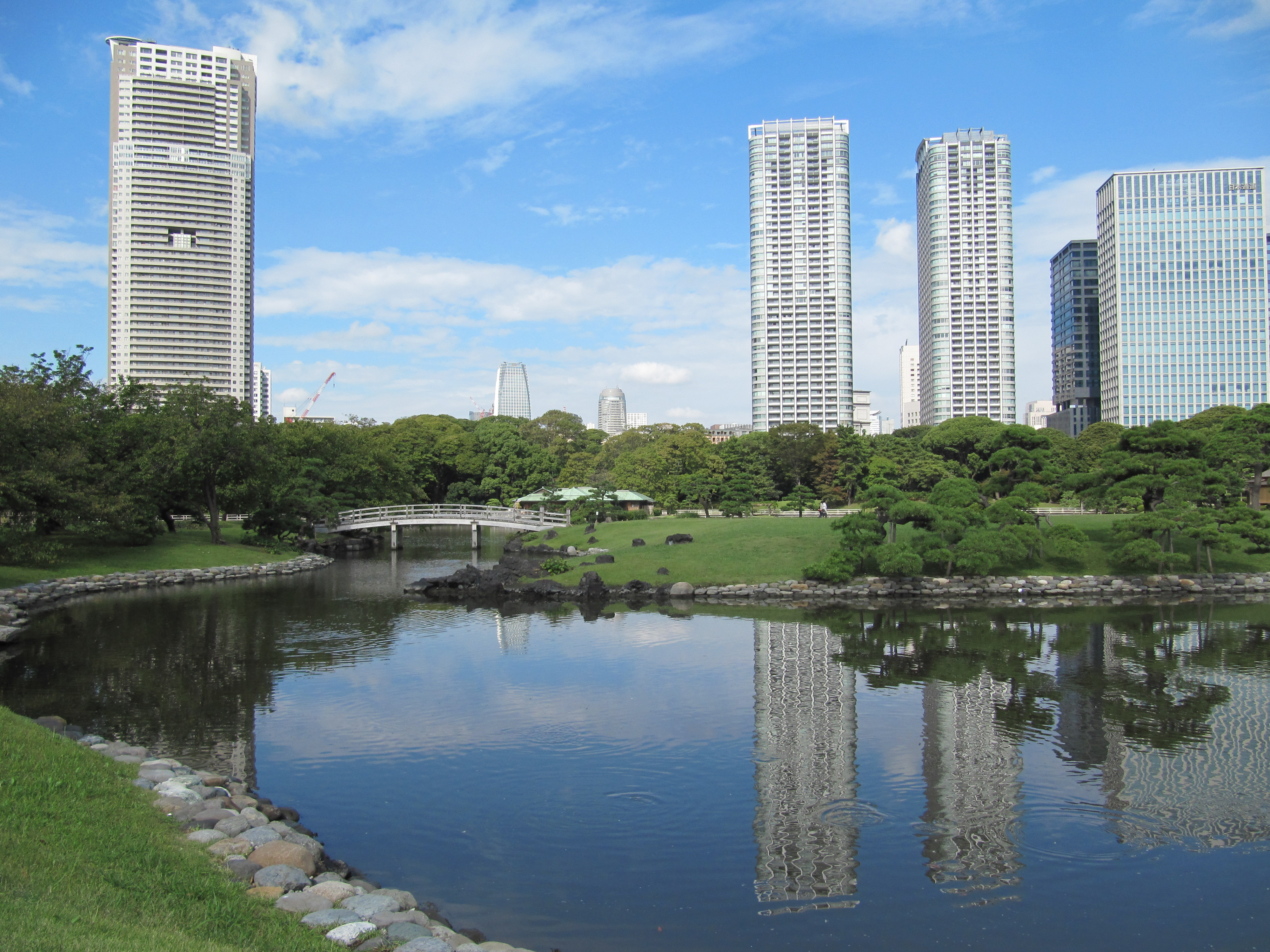
東京ツインパークス

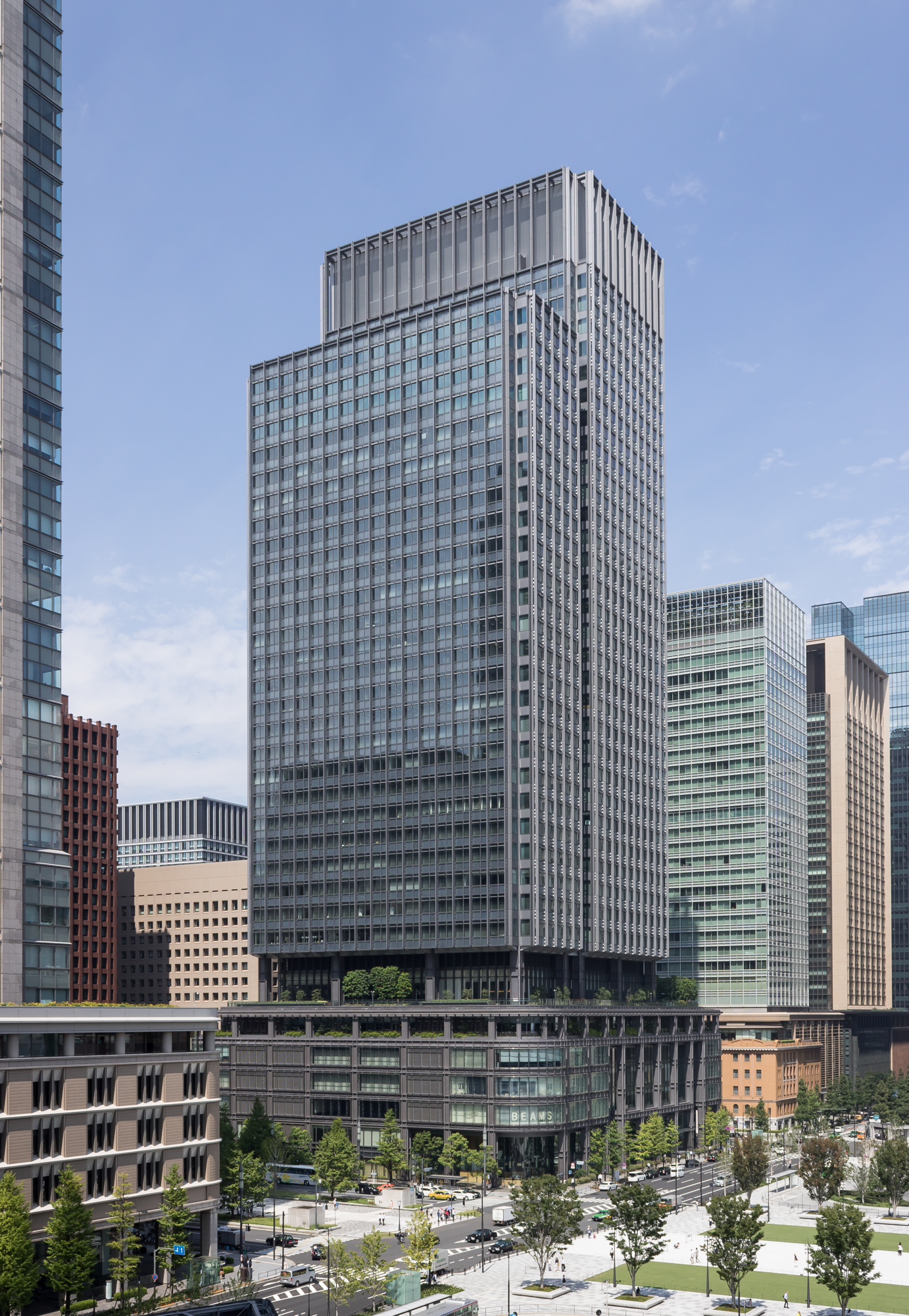
新丸の内ビルディング

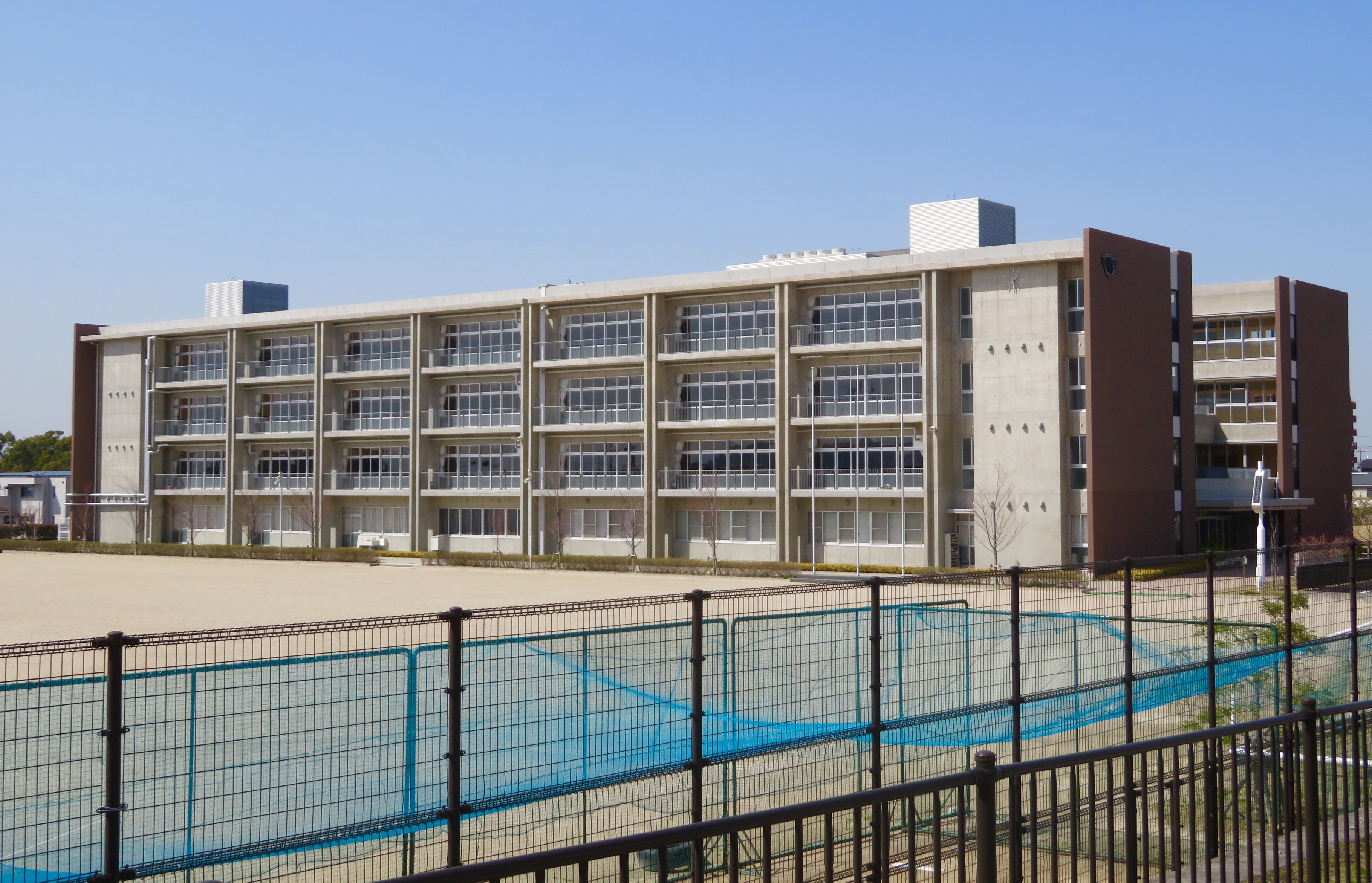
岡崎市立翔南中学校

- ADK松竹スクエア（現・銀座松竹スクエア）
- JR博多シティ開発プロジェクト
- 高輪ザ・レジデンス (TAKANAWA The RESIDENCE)
- THE HOUSE Minami Azabu
- The Tower Osaka（竹中工務店・三菱地所設計）
- Wコンフォートタワーズ
- オーククリニックフォーミズ病院
- ザ・ペニンシュラ東京
- ソアラプラザ仙台
- パークハウスフェリシア
- フェリス女学院大学緑園キャンパス 緑園体育館
- ブリーゼタワー
- 井の頭公園パークハウス吉祥寺南町
- 横河電機株式会社新南ビル
- 横浜ベイクォーター
- 丸の内オアゾ（丸の内北口ビルディング＆丸の内ホテル・商業施設棟）
- パレスホテル建替
- 丸の内ビルディング
- 新丸の内ビルディング
- 丸の内仲通り街路整備事業
- 高千穂大学セントラルスクエア
- 札幌アルタ
- ザ・パークハウス グラン 南青山高樹町
- 丸の内パークビルディング・三菱一号館（三菱一号館美術館 ）
- 三菱電機稲沢製作所 SOLAE（ソラエ）
- 三菱未来館@earth
- 三菱養和会巣鴨スポーツセンター「思斉館」
- 御堂筋フロントタワー
- 山王パークタワー
- 汐留ビルディング（三菱地所設計・日建設計）
- 芝大門フロントビル
- 秋田県警察本部第二庁舎
- 渋谷クロスタワー（三菱地所設計・武藤構造力学研究所）
- 常陽つくばビル
- 新国際ビル屋上緑化
- 成蹊学園
- 成蹊大学情報図書館
- 青い森セントラルパーク
- 泉パークタウン桂パークハウスガーデンビュウ
- 大名古屋ビルヂング（2015年に完成した2代目）
- 太陽生命品川ビル（大林組・三菱地所設計・NTTファシリティーズ監理共同体）
- 大阪証券取引所（三菱地所設計・日建設計）
- 長崎市立図書館（平ビルサービス、長崎菱興サービス、西日本菱重興産、三菱地所設計、安井建設設計事務所）
- 追手門学院大学中央棟
- 帝国ホテル
- 鉄鋼ビルディング（2015年に完成した2代目）
- 東京ツインパークス
- 東京ビルディング
- 東京中央郵便局ビル（三菱地所設計・ヘルムート・ヤーン）
- 名古屋東京海上日動ビルディング（2013年に完成した2代目）
- ニッポン放送本社ビル・糖業会館
- 読売北海道ビル
- 南青山テラス常盤松フォレスト
- 二番町ガーデン
- 日本テレビタワー（リチャード・ロジャース・三菱地所設計）
- 三菱信託銀行本店ビル・日本工業倶楽部会館
- 品川グランドセントラルタワー
- 北の丸スクエア
- 西新橋スクエア
- 明治安田生命ビル街区（丸の内MY PLAZA）
- 有楽町イトシア
- ビッグルーフ滝沢（岩手県滝沢市）
- 岡崎市立翔南中学校（愛知県岡崎市）
- チェルシーりんくうアウトレットモール（大阪府泉佐野市）
- 三菱UFJ銀行大阪ビル
- 台北南山広場（台湾・台北市）
- TOKYO TORCH
  - Torch Tower
  - 常盤橋タワー
  - 銭瓶町ビルディング

## グループ
- 三菱地所
- 三菱地所ホーム